# La Piazza (album)
La Piazza è il ventiseiesimo album dei Rondò Veneziano, pubblicato da Baby Records International nel 2002.

## Descrizione
La versione francese chiamata Concertissimo contiene due inediti (Suite di passione e Rito andino), Andromeda è incisa come Concertissimo mentre La piazza diviene Venise en fête. Come per tutte le edizioni internazionali, la copertina di Concertissimo è completamente diversa da quella de La Piazza.

### Formazione
- Gian Piero Reverberi - direttore d'orchestra, pianoforte, tastiere
- Sergio Barlozzi - batteria elettronica, programmazione batteria
- Fabrizio Giudice - chitarra classica
- Ossi Schaller (accreditato come Ozzy Shaller) - chitarra elettrica
- Munich Bach Choir - coro

## Tracce
Tutti i brani sono stati composti da Gian Piero Reverberi ed Ivano Pavesi, ad eccezione di Sinfonia corale, composto da Johann Sebastian Bach ed arrangiato da Ivano Pavesi.

### La Piazza
1. La Piazza (Gian Piero Reverberi e Ivano Pavesi) - 3:34
2. Andromeda (Gian Piero Reverberi e Ivano Pavesi) - 3:14
3. Festa celtica (Gian Piero Reverberi e Ivano Pavesi) - 3:21
4. Luna in laguna (Gian Piero Reverberi e Ivano Pavesi) - 4:25
5. Symphonic run (Gian Piero Reverberi e Ivano Pavesi) - 3:20
6. Ronda di stelle (Gian Piero Reverberi e Ivano Pavesi) - 3:07
7. Notturno romantico (Gian Piero Reverberi e Ivano Pavesi) - 3:50
8. Le vele (Gian Piero Reverberi e Ivano Pavesi) - 3:52
9. Abissi (Gian Piero Reverberi e Ivano Pavesi) - 3:13
10. Ode russa (Gian Piero Reverberi e Ivano Pavesi) - 2:56
11. Piano su piano (Gian Piero Reverberi e Ivano Pavesi) - 4:11
12. Note di notte (Gian Piero Reverberi e Ivano Pavesi) - 3:16
13. Gioco finale (Gian Piero Reverberi e Ivano Pavesi) - 1:48
14. Sinfonia corale (Johann Sebastian Bach e Ivano Pavesi) - 6:55

### Concertissimo
1. Concertissimo - 3:14
2. Venise en fête - 3:33
3. Festa celtica -  3:21
4. Luna in laguna - 4:25
5. Symphonic run -  3:20
6. Ronda di stelle -  3:06
7. Notturno romantico -  3:50
8. Le vele -  3:51
9. Rito andino - 3:24
10. Abissi -  3:12
11. Ode russa -  2:55
12. Piano su piano -  4:10
13. Note di notte -  3:15
14. Gioco finale - 1:47
15. Sinfonia corale -  6:55
16. Suite di passione - 4:49